# Danilo Turk (igralec)
Danilo Turk - Joco, slovenski filmski in gledališki igralec, organizator in publicist, * 26. november 1912, Trst, † 24. november 1991, Lovrečica, Istra.

## Življenje in delo
Turk je v Tomaju obiskoval  slovensko osnovno šolo (1917–1922) in v Trstu meščansko šolo (1922-1925) ter tehniško srednjo šolo (mizarska stroka (1926-1928), med šolanjem in po njem pa bil mizarski pomočnik v očetovi delavnici. Zaradi udeležbe v tržaškem slovenskem narodnem življenju se je 1930 moral umakniti v Jugoslavijo; bil mizar v delavnicah Jugoslovanskih državnih železnic v Mariboru in že takoj po prihodu v Maribor iskal stik z gledališčem, bil najprej odrski delavec in statist, v sezoni 1936/1937 že stalno angažiran in zaposlen kot inspicient, hkrati pa obiskoval 2-letno igralsko šolo igralca in režiserja J. Koviča in V. Skrbinška ter nastopal v manjših epizodnih vlogah.
Ob okupaciji aprila 1941 se je ob prihodu Nemcev umaknil v Ljubljano in vstopil v jugoslovansko vojsko; tu ga je zajela italijanska vojaška oblast in kot dezerterja zaprla v Trstu, oktobra 1941 pa vključila v redno italijansko vojsko. Maja 1943 je ušel k partizanom na primorsko ozemlje (Stjenkova in pivška četa, Gregorčičeva in Gradnikova brigada), po kapitulaciji Italije prišel v štabe divizij in v IX. korpus. Odslej se je Turkovo  delo usmerilo v zbiranje in organizacijo močnejših propagandnih skupin, ki so po začetnih izrazito propagandnih akcijah vedno bolj zasledovale zahtevnejše pevske in igralske cilje. Januarja 1944 je z njegovim prizadevanjem nastala prva igralska skupina na Primorskem. Turk jo je vodil do srede marca, nato je bil zadolžen za sestavo druge; obe skupini sta bili poklicani na gledališki tečaj v Belo krajino, Turk pa je začel z organizacijo tretje, imenovane Korpusna igralska skupina (KIS); z njo od maja obšel velik del Primorske, poleti in jeseni celo Beneško Slovenijo in Rezijo.  V Cerknem je organiziral prezidavo nekdanje italijanske vojašnice v dom ljudske kulture. Po vrnitvi vseh 3 igralskih skupin iz Bele krajine se je novembra 1944 iz njih izoblikovala enotna igralska skupina s Turkom na čelu in končala svojo pot maja 1945 v Gorici in Trstu. 
Po osvoboditvi je bil Turk načelnik odseka za ljudsko prosveto in kulturo pri Pokrajinskem Narodno osvobodilnem odboru za Slovensko primorje in Trst (dejaven pri obnavljanju in ustanavljanju prosvetnih organizacij v Trstu in coni A Svobodnega tržaškega ozemlja), podpredsednik Slovensko-hrvaške prosvetne zveze v Trstu, vzporedno se je udeleževal dela pri organizaciji slovenskega gledališča, od 1950–1969, ko je šel v pokoj, je bil stalno angažirani igralec pri Slovenskem stalnem gledališču (SSG) v Trstu, pri njem delal tudi kot organizator in tehnični urednik Gledališkega lista ter publikacij Almanah (1956–1964) in Zbornik SSG Trst (1965).
Kot igralec je Turk rasel iz gledališke prakse, ob delu z režiserji in ob tovariših–igralcih. Odigral je več kot 70 vlog. S svojo mogočno postavo se je odrsko najbolje izražal v predstavah z naturalističnim režijskim prijemom. Bil je improvizator, ki je oblikoval epizodne komične vloge. 
Igral je manjše karakterne vloge tudi pri tržaškem radiu v televizijskih igrah in nadaljevankah, ter v domačih in koprodukcijskih filmih.

## Zunanje povetave
- Smolej Viktor. »Turk Danilo«. Slovenski biografski leksikon. Ljubljana: ZRC SAZU, 2013 – prek Slovenska biografija.